# Лыжное двоеборье на зимних Олимпийских играх 2018 — квалификация
В соревнованиях по лыжному двоеборью на зимних Олимпийских играх 2018 года смогут принять участие 55 спортсменов, которые будут соревноваться в трёх дисциплинах. Каждая страна может быть представлена не более чем 5 спортсменами. Лыжное двоеборье остаётся единственным видом спорта в программе зимних Олимпийских игр, в котором участвуют только мужчины.

## Правила квалификации
Квалификационный период
В зачёт спортсменам идут результаты, показанные на любых соревнованиях, проходящих под эгидой FIS. Распределение квот происходит на основании рейтинга FIS на 21 января 2018 года. Согласно ему 50 сильнейших спортсменов получат для своей страны олимпийские лицензии, при этом число квот для одного НОК ограничено 5.
| Соревнование            | Период                       |
| ----------------------- | ---------------------------- |
| Квалификационный период | 1 июля 2016 — 21 января 2018 |

Командная квота
Если после распределения 50 путёвок менее 10 сборных получат 4 лицензии, которые дают право выставить команду в эстафету, то оставшиеся 5 лицензий будет распределено между странами, имеющими 3 квоты. Когда у 10 сборных будет по 4 олимпийских квоты, оставшиеся лицензии будут распределены среди спортсменов из рейтинга FIS.
Возрастные ограничения
Для двоеборцев, отобравшихся на Игры, установлен минимально разрешённый возраст. Не смогут принять участие в Играх спортсмены, рождённые после 31 декабря 2002 года.

## Квалифицированные страны
| Страна           | Инд. | Ком. | Всего |
| ---------------- | ---- | ---- | ----- |
| Австрия          | 5    | ×    | 5     |
| Германия         | 5    | ×    | 5     |
| Италия           | 4    | ×    | 4     |
| Норвегия         | 5    | ×    | 5     |
| Польша           | 4    | ×    | 4     |
| Россия           | 2 1  |      | 1     |
| Словения         | 3 2  |      | 2     |
| США              | 3+2  | ×    | 5     |
| Украина          | 1    |      | 1     |
| Финляндия        | 5    | ×    | 5     |
| Франция          | 5    | ×    | 5     |
| Чехия            | 4    | ×    | 4     |
| Швейцария        | 1    |      | 1     |
| Эстония          | 2    |      | 2     |
| Республика Корея | 1    |      | 1     |
| Япония           | 5    | ×    | 5     |
| ВСЕГО: 16 НОК    |      | 9    | 55    |

В связи с тем, что менее 10 сборных изначально получили 4 лицензии, которые дают право выставить команду в эстафете, 2 лицензии были распределены между Чехией и Польшей, у которых было по 3 квоты. Оставшиеся лицензии были распределены среди спортсменов согласно рейтингу FIS. Сборная США изначально стала обладательницей трёх олимпийских квот, но в связи с отказом сборных Словении и России от одной квоты, по перераспределению они перешли США.